# Béčkový film

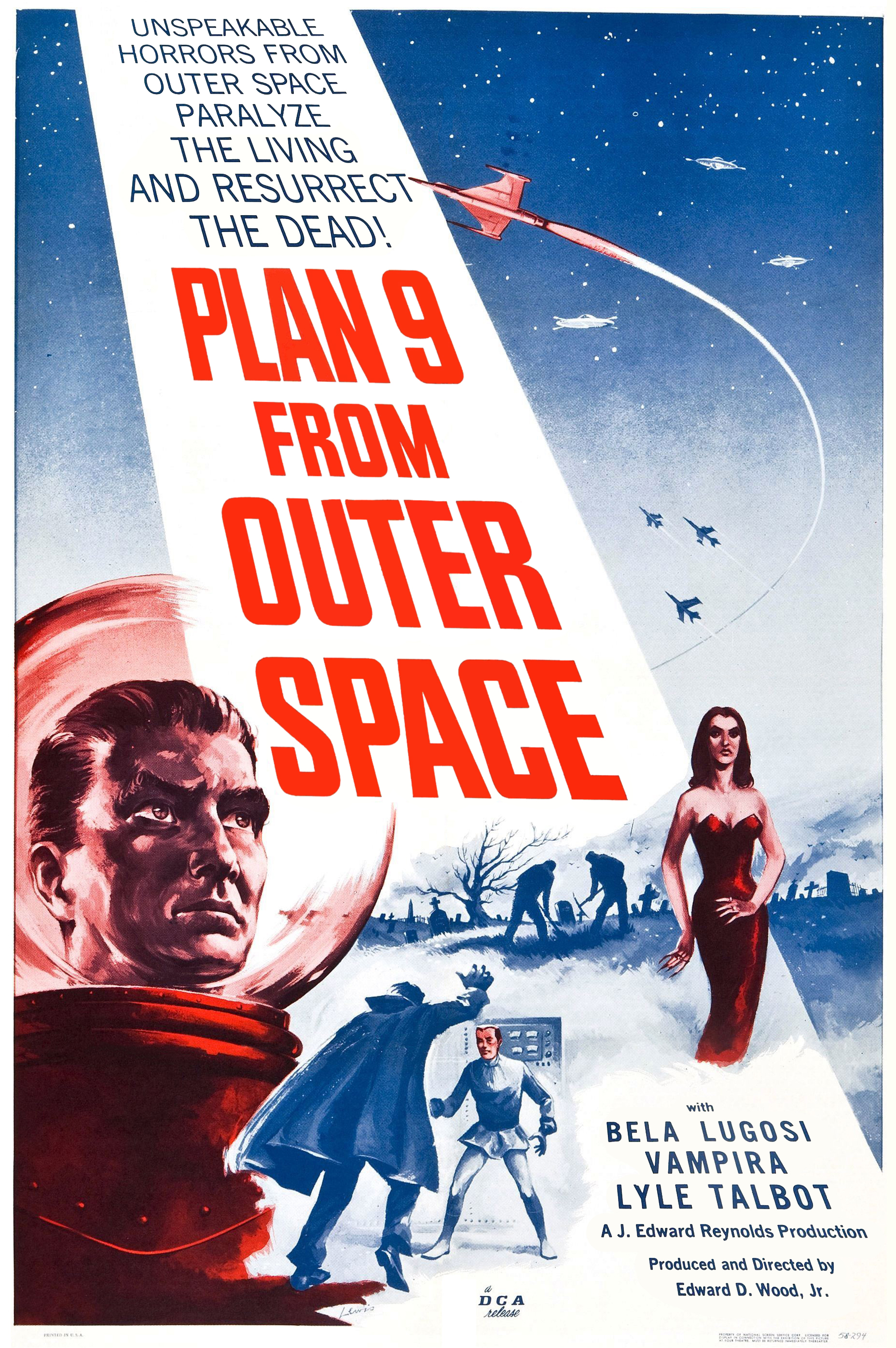
Plakát nízkorozpočtového sci-fi Plán 9 z roku 1959, označovaného také za „nejhorší film, který byl kdy natočen“

Béčkový film (lidově „béčko“, angl. B movie) je v tradičním hollywoodském studiovém systému komerční nízkorozpočtový film. Označení béčkový film vychází ze zavedené praxe majitelů kin třicátých a čtyřicátých let 20. století, kdy bylo obvyklé, že byly promítány dva celovečerní filmy po sobě za cenu jednoho (double feature). Vedle hlavního filmu (áčkového) se jako předfilm nepromítal krátký film, ale levnější dlouhý film (béčkový). Ačkoliv se v 50. letech 20. století od této praxe začalo upouštět, označení se přeneseně užívá i pro soudobé filmy. Některé béčkové snímky získaly status kultovních filmů.
Béčkové filmy byly standardizované produkty vytvořené za účelem jistého výdělku, bez velkých uměleckých ambicí s obsahem klišé. Přesto se některé z nich staly zdrojem originálních nápadů a řemeslné úrovně. Řada mediálně známých tvůrců začala uměleckou kariéru v této skupině filmů, kde se naučila filmařskému řemeslu, včetně režisérů Anthonyho Manna, Jonathana Demmeho a herců Johna Wayna či Jacka Nicholsona.